# Pacula
Pacula là một đô thị thuộc bang Hidalgo, México. Năm 2005, dân số của đô thị này là 4522 người.